# 蓋光鰓魚
蓋光鰓魚（學名：Chromis opercularis），又稱蓋光鰓雀鯛，是輻鰭魚綱鱸形目雀鯛科光鰓魚屬的其中一種，分布於印度洋南非至肯亞、馬爾地夫至安達曼海和澳洲海域，深度4至40公尺，本魚體呈卵圓形且側扁，尾鰭葉的後尖呈絲狀；沿前鰓蓋骨和鰓蓋邊緣存在寬闊的黑色帶，成魚的背鰭軟鰭部分遠端一半是透明，上尾鰭基部或下尾鰭基部無三角形黑點，尾柄和鰭呈黃色，幼魚的背鰭和臀鰭軟鰭部分呈黃色，而背鰭和腹鰭的棘部分呈深藍色，背鰭硬棘13枚、背鰭軟條10-11枚、臀鰭硬棘2枚、臀鰭軟條10-11枚，體長可達17公分，棲息在外海礁坡或較深潟湖，以浮游生物為食，繁殖期時成對出現，雄魚會守護卵直到孵化，生活習性不明。